# Fototubo

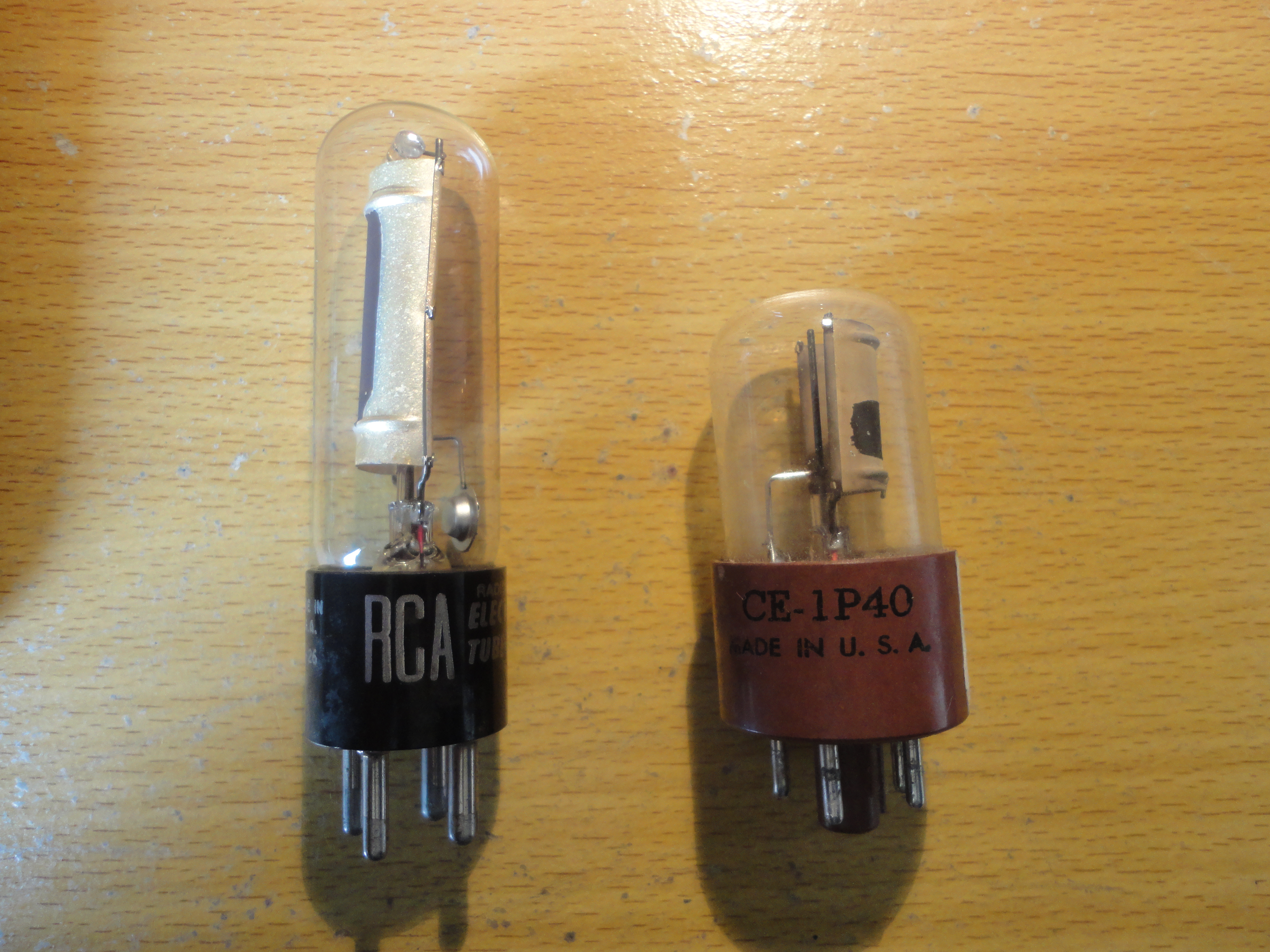
Due esempi di fototubo

Il fototubo è un particolare fotorivelatore (ovvero un dispositivo in grado di convertire l'intensità di radiazione in intensità elettrica) basato sulla tecnologia del tubo a vuoto.
Nel fototubo, i fotoni della radiazione elettromagnetica colpiscono un fotocatodo (ovvero un catodo rivestito da un materiale fotosensibile), il quale emette elettroni generando una differenza di potenziale fotoelettrica che viene quindi misurata e quantificata. Dal valore della differenza di potenziale così misurata si può quindi risalire all'intensità della radiazione elettromagnetica che la ha generato, che è così misurata in maniera indiretta.
Non essendo dotati di un meccanismo di amplificazione interno, i fototubi sono utilizzati nei casi in cui l'intensità della radiazione elettromagnetica da misurare sia sufficientemente elevata da potere essere rilevata con tale strumento.